# Henk Fernandes (militair)
Henk Fernandes, ook wel Eddy Ruimveld (? – 28 maart 1982), is een Surinaams militair. Hij maakte tijdens het militaire regime deel uit van het Militaire Gezag, een drietal dat de hoogste macht van Suriname uitoefende. Hij was in maart 1982 de beoogd minister van minister van Leger en Politie, maar verongelukte enkele dagen eerder met een helikopter.

## Biograife
Henk Fernandes was in 1977 sergeant-majoor en kwam begin 1977 in het nieuws omdat hij in hongerstaking was gegaan omdat hij psychisch niet langer in staat was om binnen de Surinaamse Krijgsmacht (SKM) dienst te doen. Hij beschikte ook over een verklaring van een specialist die dit bevestigde. Vanwege zijn hongerstaking was hij overbracht naar het Militair Hospitaal. De militaire politie had hem na het beëindigen van de hongerstaking in strenge afzondering geplaatst op Fort Zeelandia. Hij was toen van plan om opnieuw in hongerstaking te gaan.
In juni 1980, tijdens de beginmaanden van het militaire regime, werd hij bevorderd tot kapitein en bataljonscommandant. Hij werkte onder meer aan de opzet van een Surinaamse luchtmacht. Hij maakte (op een gegeven moment) ook deel uit van het Militaire Gezag dat in 1982 bestond uit Desi Bouterse (bevelhebber), Roy Horb (onderbevelhebber) en Fernandes. Het Militaire Gezag had toen de leiding van het land in handen.
Bij de formatie van het kabinet-Neijhorst was Fernandes in beeld om Laurens Neede op te volgen als minister van Leger en Politie. Sinds 28 maart 1982 raakte echter de helikopter boven de jungle vermist met Fernandes aan boord. Enkele dagen later werd de gecrashte helikopter zonder overlevenden gevonden. Aan boord waren verder de tweede luitenant Norman de Miranda en twee soldaten.
Het Majoor Henk Fernandes Airport bij Nieuw-Nickerie werd naar hem vernoemd.